# Jake Hager
Pour les articles homonymes, voir Swagger et Hager.
Donald Jacob « Jake » Hager Jr., né le 24 mars 1982 à Fargo, est un ancien catcheur (lutteur professionnel) américain. Il est connu pour avoir travaillé à la World Wrestling Entertainment de 2006 à 2017, sous le nom de Jack Swagger, et à la All Elite Wrestling, de 2019 à 2024, sous le nom de Jake Hager.
Lutteur au lycée puis à l'université d'Oklahoma dans la catégorie des poids-lourds, il se fait remarquer en 2006 où il devient All-American, une distinction qui récompense les meilleurs sportifs universitaires. 
Il attire alors l'attention de la WWE qui l'engage après ses études. Après un passage dans les clubs-écoles de la WWE, il commence à apparaître dans les émissions de la WWE en 2008 où il incarne un lutteur qui se déclare All-American American. Au sein de cette fédération, il devient champion de l'Extreme Championship Wrestling et vainqueur du Money in the Bank Ladder match de WrestleMania XXVI. Il utilise sa mallette lui donnant droit à un match pour un championnat de son choix à tout moment quelques jours plus tard afin d'être champion du monde poids-lourds de la WWE. Il devient aussi champion des États-Unis de la WWE.
Il quitte la WWE en 2017 et lutte dans diverses fédérations en Amérique du Nord. En parallèle à sa carrière de catcheur, il s'essaye aux arts martiaux mixtes en s'engageant avec la Bellator MMA.

## Jeunesse
Hager grandit en Oklahoma avec comme voisin Danny Hodge, un lutteur médaillé olympique à Melbourne en 1956 devenu ensuite boxeur puis catcheur, et est ami avec ses petits-fils. Il pratique la lutte au lycée et devient double champion poids-lourds de l'Oklahoma.
Ses exploits sportifs lui permettent d'obtenir une bourse et d'entrer à l'université d'Oklahoma où il fait partie de l'équipe de lutte ainsi que des Sooners de l'Oklahoma en football américain. Il se distingue en tant que lutteur en 2006 en remportant trente victoires par tombé dans la saison universitaire et devient cette année-là un All-American,. Il quitte l'université peu après avec un diplôme en finance.

## Carrière de catcheur

### World Wrestling Entertainment (2006-2017)

#### Passage dans les clubs-école (2006-2008)
Ses performances en tant que lutteur attirent l'attention de Jim Ross, qui en plus d'être commentateur à la World Wrestling Entertainment (WWE) a aussi un rôle dans le recrutement des catcheurs. Ross le recommande pour avoir le droit de passer des tests à l'Ohio Valley Wrestling : Hager les réussit et signe un contrat avec la WWE.
Il rejoint la Deep South Wrestling, un club-école de la WWE basée en Géorgie, et y remporte le 9 septembre 2006 son premier combat face à Ray Geezy. Il rejoint ensuite l'Ohio Valley Wrestling dans le Kentucky en 2007. Durant l'été, il quitte l'OVW pour la Florida Championship Wrestling (FCW).
Le 15 février 2008, il devient le premier champion poids-lourds de Floride de la FCW après sa victoire sur Ted DiBiase, Jr.. Le 22 mars, il unifie ce titre avec celui de champion poids-lourds du Sud de la FCW en battant Heath Miller. Son règne de champion poids-lourds de Floride prend fin le 18 septembre après sa défaite face à Sheamus O'Shaunessy.

#### Passage à l'ECW et champion de l'ECW (2008-2010)

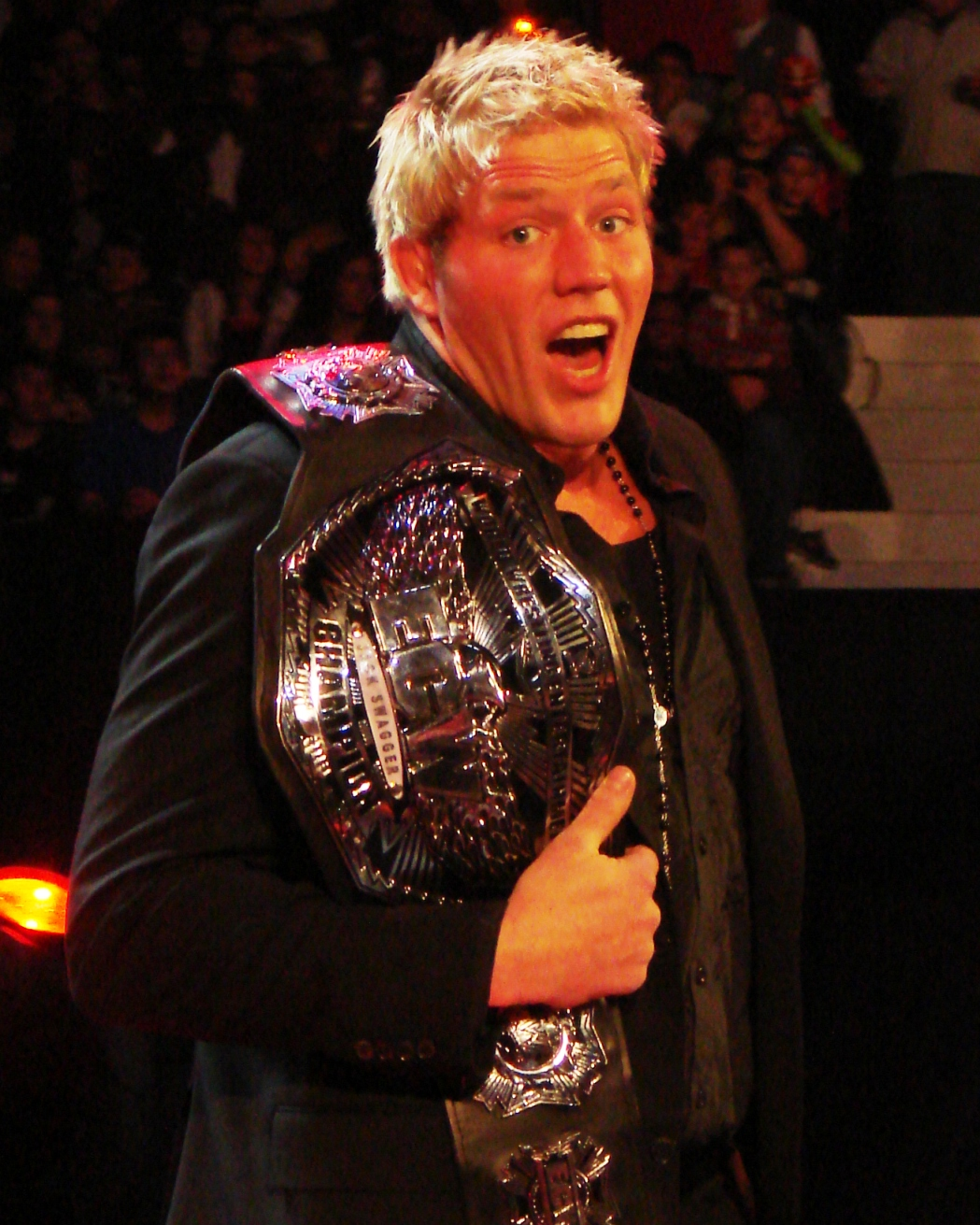
Swagger en tant que champion de l'ECW.

Hager fait ses débuts télévisés le 9 septembre 2008 à l'ECW sous le nom de Jack Swagger, et remporte son premier match contre Josh Daniels. L'équipe créative de la WWE décide de l'annoncer comme « The All American American » en raison de son passé de lutteur à l'université.
Il devient challenger pour le titre de champion de l'ECW après sa victoire face à Ricky Ortiz. Il réussit à battre Matt Hardy pour être le nouveau champion le 12 janvier 2009. Après deux défense successives du titre en pay-per-view, d'abord au Royal Rumble face à Matt Hardy, puis à No Way Out contre Finlay, Swagger perd finalement le titre contre Christian lors de Backlash. Il tente vainement de récupérer le titre, d'abord à Judgment Day contre Christian, puis à Extreme Rules lors d'un Triple Threat Harcore match contre Christian et Tommy Dreamer, et enfin à The Bash dans un Scramble match, qui comprenait aussi Christian, Finlay et Mark Henry, et le champion Tommy Dreamer.
Swagger est transféré à RAW, et fait son premier match face à Randy Orton, qu'il perd volontairement par décompte à l'extérieur. Il tente ensuite vainement de remporter le championnat des États-Unis détenu par Kofi Kingston à Night of Champions. Il entame ensuite une courte rivalité avec MVP, contre qui il perd à SummerSlam. À Hell in a Cell, il tente à nouveau de remporter le titre des États-Unis contre Kofi Kingston et The Miz, mais n'y parvient pas. 
Lors de Bragging Rights, il est dans la Team RAW qui perd face à la Team SmackDown, puis lors de Survivor Series, il est dans l'équipe du Miz qui bat celle de Morrison, malgré son élimination.

#### Mr. Money in the Bank et World Heavyweight Champion (2010)

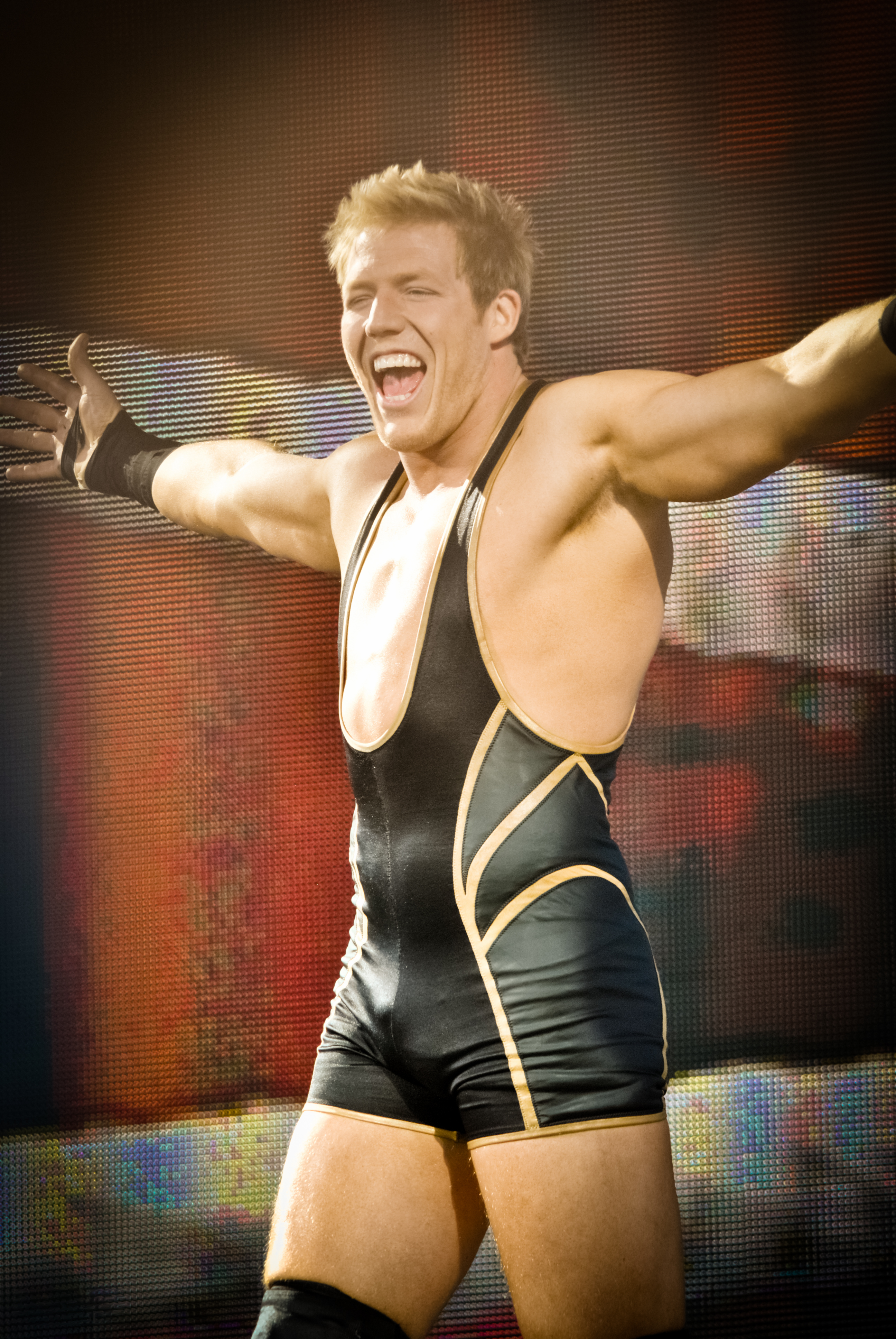
Swagger au Tribute to the Troops, en 2010

Le 28 mars 2010 à WrestleMania XXVI, il remporte le Money in the Bank Ladder Match .
Le 2 avril à SmackDown, il utilise sa mallette contre le World Heavyweight Champion Chris Jericho qui venait d'être attaqué par Edge, effectue sur lui sa Gutwrench Powerbomb et s'empare du titre pour la première fois de sa carrière. La WWE annonce ensuite qu'il est drafté à SmackDown, où, deux semaines plus tard, il défend avec succès son titre contre Edge et Jericho.
Il conserve ensuite successivement son titre à Extreme Rules contre Randy Orton dans un Extreme Rules Match, puis à Over the Limit contre Big Show par disqualification en frappant son adversaire avec la ceinture, avant de le perdre lors de 4-Way Finale au profit de Rey Mysterio lors d'un Fatal Four-Way Match qui incluait également CM Punk et le Big Show. Peu après la perte du titre, Swagger dévoile sa nouvelle prise de finition, l'Ankle lock.
Il tente sans succès de récupérer le titre à Money in the Bank contre Mysterio. Ce dernier perdra son titre juste après face à Kane qui a utilisé sa mallette Money in the Bank. Swagger perd ensuite contre Edge à Hell in a Cell.
À Bragging Rights, il gagne avec l'équipe SmackDown contre l'équipe RAW. Lors des Survivor Series, il est dans l'équipe d'Alberto Del Rio qui perd contre celle de Rey Mysterio. Lors de TLC, il affronte Kofi Kingston et Dolph Ziggler dans un Triple Threat Ladder Match pour le WWE Intercontinental Championship, remporté par Ziggler.
Il devient ensuite l'entraîneur de Michael Cole pour son match contre Jerry Lawler à Wrestlemania XXVII. Durant ce match, il est aux abords du ring, où il se prendra un Stone Cold Stunner par l'arbitre du match, Stone Cold Steve Austin.

#### United States Champion, American Perfection et repos (2011-2013)

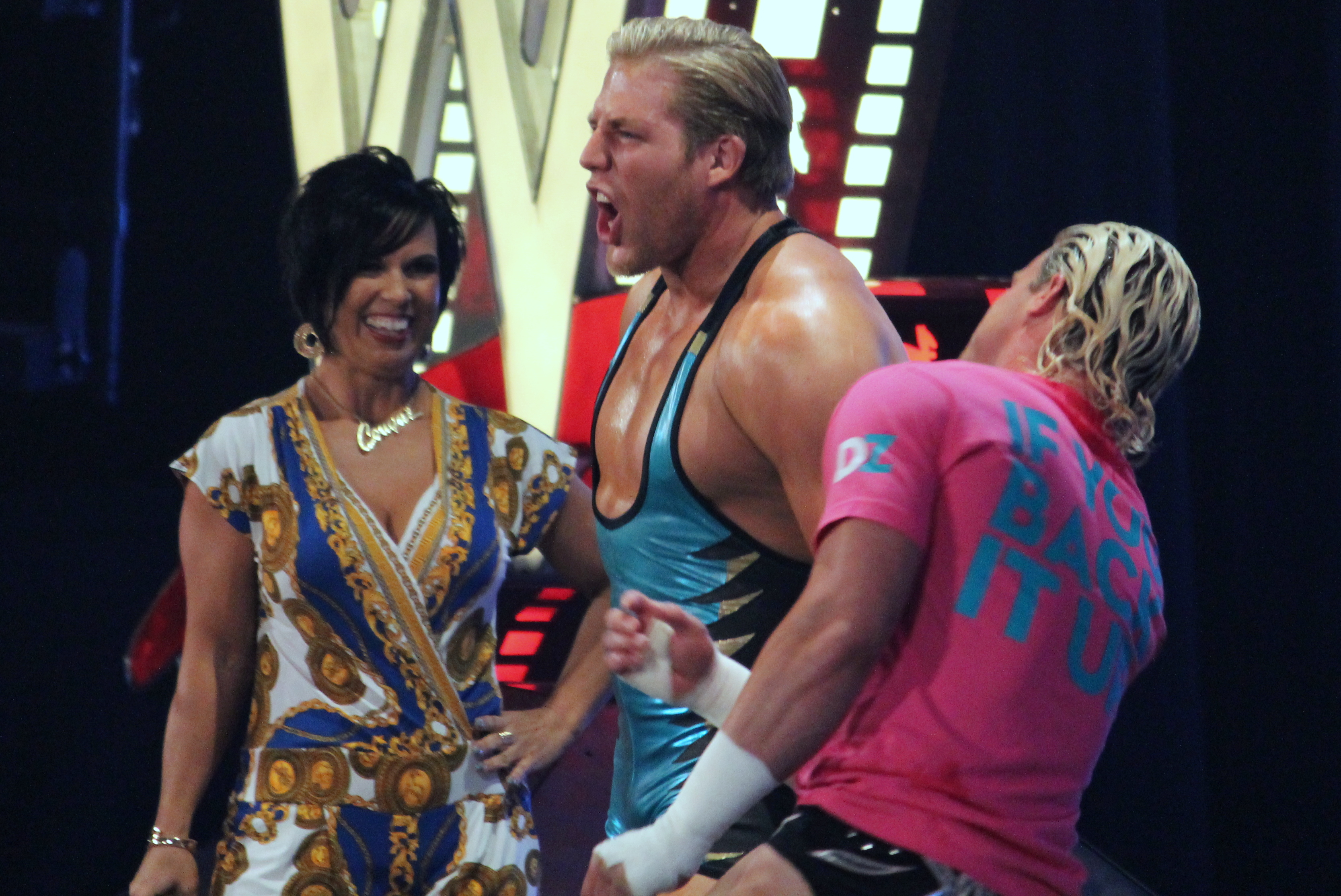
Jack Swagger (au centre) avec Vickie Guerrero et Dolph Ziggler.

Jack Swagger est transféré à RAW lors du draft supplémentaire. Son alliance avec Michael Cole prend fin à Extreme Rules, lorsqu'ils battent Jerry Lawler et Jim Ross.
Trois mois plus tard, Swagger participe au Money in the Bank Ladder match de Raw à Money in the Bank, mais ne le remporte pas. Durant le mois d'août, Vickie Guerrero deviendra son manager, étant déjà le manager du champion des États-Unis Dolph Ziggler. Les deux hommes ne s'entendent pas très bien, étant donné que Swagger convoite le titre de Ziggler. Il tente de le remporter à Night of Champions dans un Fatal Four-Way match face à Alex Riley, John Morrison et Dolph Ziggler, match qui sera remporté par Ziggler. Cependant les deux hommes finissent par s'entendre durant les semaines suivantes, formant donc une équipe qui sera plus tard nommée American Perfection. Ils tentent à plusieurs reprises en fin d'année de s'emparer des championnats par équipes détenus par Air Boom, notamment à Hell in a Cell ou encore à Vengeance, sans parvenir à les remporter.
En début d'année 2012, Jack Swagger remporte le championnat des États-Unis en battant Zack Ryder (qui a remporté le titre face à Ziggler à la fin de 2011) le 16 janvier à Raw. Il participe ensuite au Royal Rumble match lors du Royal Rumble en entrant en 25e position, mais se fait éliminer par le Big Show. Il parvient à conserver le titre des États-Unis face à Justin Gabriel à Elimination Chamber, mais finit par le perdre, au profit de Santino Marella, à RAW le 5 mars. Swagger fait partie de l'équipe de John Laurinaitis à WrestleMania XXVIII dans un match par équipes à 7 contre 7, que son équipe remportera. 
Il reprend ensuite les matchs par équipes avec son partenaire Dolph Ziggler : ils tentent plusieurs fois de remporter les titres par équipes face à Kofi Kingston et R-Truth, notamment à Over the Limit, sans y parvenir. Leur équipe finit par se dissoudre le 18 juin à RAW, sur une victoire de Dolph Ziggler sur Jack Swagger. Il reprend sa carrière en solo, et enchaîne une série de défaites pendant plusieurs mois.
Jack Swagger décide alors de prendre quelques semaines de congé afin de se recentrer.

#### Rivalité avec Alberto Del Rio pour le World Heavyweight Championship (2013)
Jack Swagger fait son retour en février 2013, avec son gimmick de Real American, une nouvelle musique d'entrée et son nouveau manager, Zeb Colter. 
Il participe et remporte l'Elimination Chamber match de l'Elimination Chamber, obtenant ainsi un match pour le championnat du monde poids lourds, détenu par Alberto Del Rio, à WrestleMania 29. Le match sera cependant remporté par Alberto Del Rio.
À Extreme Rules, il perd contre Del Rio dans un « I Quit » match, après que l'arbitre eut fait recommencer le match.
Lors du RAW du 20 mai, il perd contre Randy Orton. Après le match, une blessure au genou l'écarte du ring pendant plusieurs semaines.

#### The Real Americans (2013-2014)

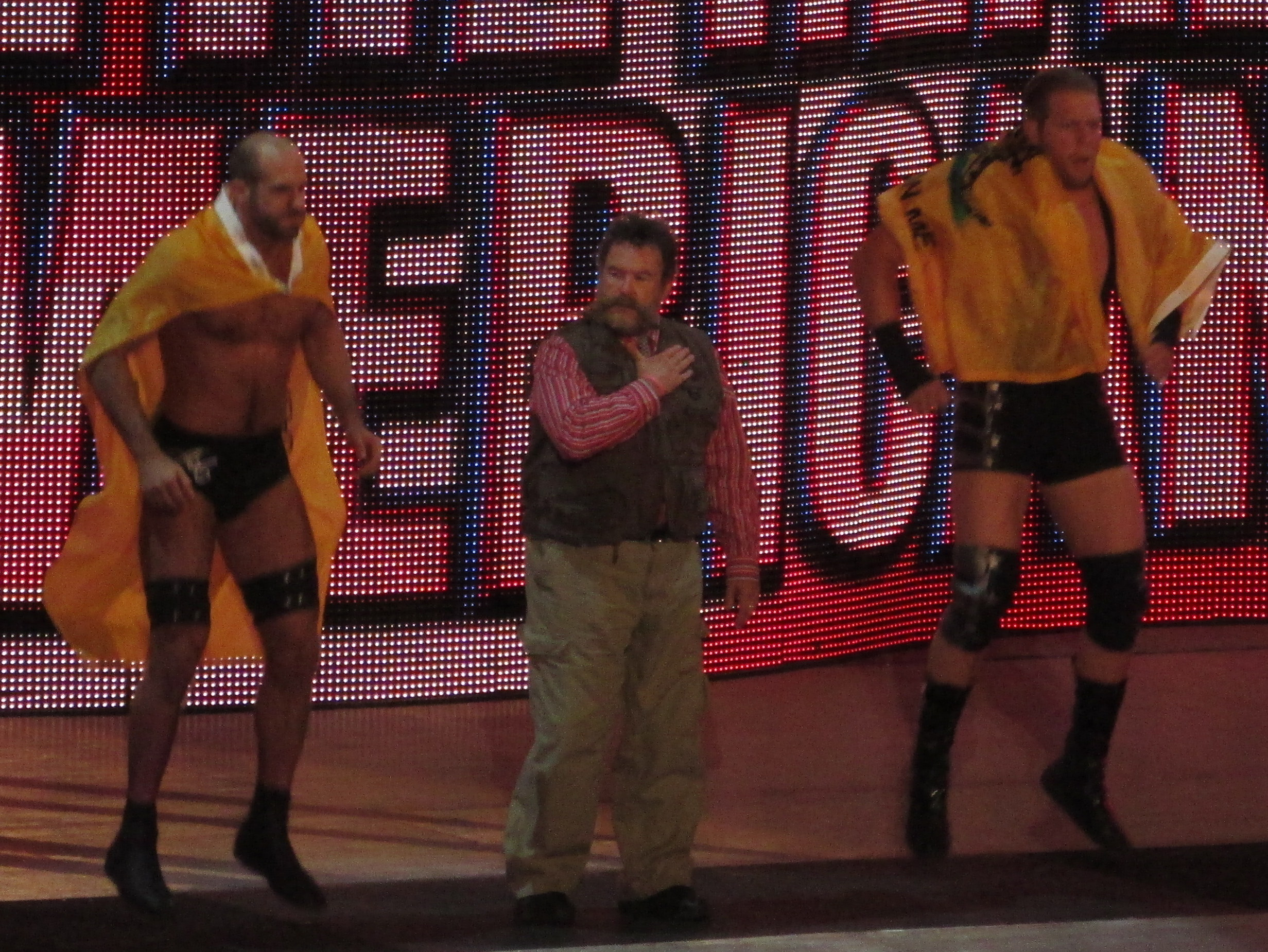
The Real Americans en 2013.

Il fait son retour le 1er juillet en accompagnant avec Zeb Colter et Antonio Cesaro pour son combat face à Cody Rhodes qui était accompagné par son partenaire Damien Sandow.
Il participe ensuite au Money in the Bank Ladder Match mais la mallette est décrochée par Damien Sandow.
Lors de Night of Champions, il perd avec Antonio Cesaro un Five Tag Team match pour les Tag Team Championship au profit de The Prime Time Players. À Battleground, ils battent The Great Khali et Santino Marella. Lors de Hell in a Cell, ils perdent face à Los Matadores. 
Lors de Survivor Series, il gagne dans le traditionnel combat par équipes. Lors de TLC, Cody Rhodes et Goldust conservent les WWE Tag Team Championship contre eux ; Big Show et Rey Mysterio ; et Ryback et Curtis Axel.
Le 26 janvier 2014, les deux hommes participent au Royal Rumble match du Royal Rumble sans succès.
Lors de Elimination Chamber, Swagger perd contre Big E Langston et ne remporte pas l'Intercontinental Championship.

#### Retour en solo et diverses rivalités (2014-2016)
Lors de RAW du 7 avril, Cesaro annonce son alliance avec Paul Heyman, ce qui met fin aux Real Americans. Plus tard dans la soirée, Cesaro bat Jack Swagger. Lors de Extreme Rules, il perd face à Cesaro, dans un combat qui impliquait également Rob Van Dam.
Lors de Money in the Bank, il ne remporte pas la mallette, décrochée par Seth Rollins.
Le 30 juin à RAW, il effectue progressivement un face turn en interrompant Rusev et en attaquant ce dernier. Lors de Battleground il perd face à Rusev par décompte extérieur. Il perd une nouvelle fois face à ce dernier lors de SummerSlam. Il bat Cesaro lors de Hell in a Cell. Lors de TLC, il perd face à Rusev et ne remporte pas le titre des États-Unis.
Durant les mois suivants, Jack Swagger combat divers adversaires dans différents divisions (RAW, SmackDown ou encore Main-Event).
Lors de TLC, il perd contre Alberto Del Rio dans un Chairs match pour le titre de Champion des États-Unis.
Le 24 janvier 2016 lors du Royal Rumble, il participe au pré-show, où l'équipe gagnante gagne une place dans le Royal Rumble match. En équipe avec Mark Henry, ils battent The Dudley Boyz (Bubba Ray Dudley & D-Von Dudley), Darren Young & Damien Sandow et The Ascension (Konnor & Viktor). Dans le Royal Rumble match, il entre en 24e position, mais sans succès en se faisant éliminer par Brock Lesnar (18e position) en quinze secondes.

#### Retour à SmackDown et départ (2016-2017)
Le 13 septembre, il confronte Baron Corbin et annonce qu'il est de retour à SmackDown LIVE. Le 9 octobre lors de No Mercy, il perd contre Baron Corbin.
Il annonce son départ de la compagnie le 1er mars 2017.

### Circuit Indépendant (2017-2019)
Après son départ de la WWE, Swagger remonte sur le ring au Mexique à la Federación Universal de Lucha Libre. Il y perd un match face à Alberto El Patrón le 21 mai 2017.
Le 2 février 2018 lors d'un show de la Five Star Wrestling, il bat Eddie Ryan.
Le 11 mai lors du premier show de la Warrior Wrestling, il perd contre Alberto Del Rio au cours d'un No Disqualification match.
Le 4 août 2018 lors de NEW Wrestling Under the Stars 7, il bat Brad Hollister et conserve le NEW Heavyweight Championhip.

### Lucha Underground (2018)
Il est annoncé comme nouvelle recrue de la Lucha Underground pour 2018.
Il fait ses débuts le 20 juin 2018 sous le nom de "Savage" Jake Strong au cours d'un 6-man Tag Team match qu'il perd avec Big Bad Steve et Sammy Guevara contre les Trios Champions Killshot, The Mack et Son of Havoc, après le match il attaque les membres de son équipe.

### Major League Wrestling (2018)
Le 17 avril 2018, il est annoncé que Jack Swagger avait signé un contrat avec la fédération MLW.
Le 3 mai, il fait son premier combat à la MLW en battant Jeff Cobb.

### All Elite Wrestling (2019-2024)

#### The Inner Circle (2019-2021)

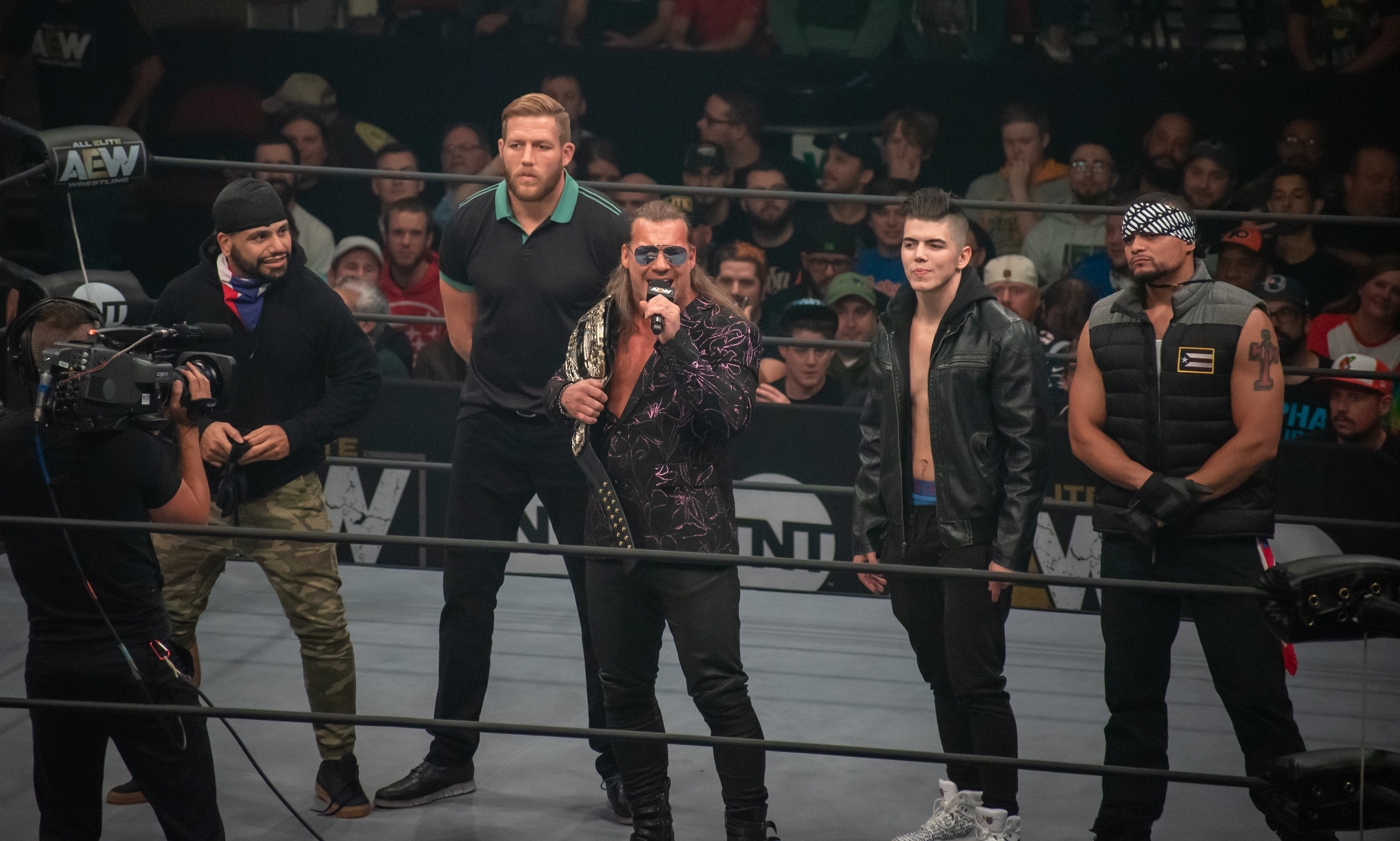
Hager (le deuxième en partant de la gauche) au sein du Inner Circle en octobre 2019.

Le 2 octobre 2019 à Dynamite, il fait ses débuts à la All Elite Wrestling en attaquant Dustin Rhodes, rejoignant le clan de Chris Jericho : l'Inner Circle, où Ortiz, Santana et Sammy Guevara y sont déjà recrutés.
Le 29 février 2020 à Revolution, il bat Dustin Rhodes. 
Le 23 mai à Double or Nothing, le clan perd face à l'Elite et Matt Hardy dans un Stadium Stampede Match.
Le 1er juillet à Fyter Fest Night 1, il ne remporte pas le titre TNT de la AEW, battu par Cody. Le 5 septembre à All Out, Ortiz, Santana et lui ne remportent pas la Casino Battle Royal, gagnée par Lance Archer.
Le 10 février 2021 à Dynamite, Sammy Guevara effectue un Face Turn en attaquant MJF, et prend la décision de quitter le clan. Le 10 mars à Dynamite, Chris Jericho et les membres du clan effectuent un Face Turn à leur tour en se retournant contre MJF, qui est renvoyé, mais celui-ci présente son nouveau clan : The Pinnacle (FTR, Shawn Spears, Tully Blanchard, Wardlow et lui-même), ce qui déclenche une bagarre entre les dix hommes, où Chris Jericho et les membres de son clan se font tabasser. Le 31 mars à Dynamite, le clan fait son retour et corrige, à leur tour, le clan rival.
Le 5 mai à Dynamite : Bloods & Guts, le clan perd face à The Pinnacle dans un Bloods & Guts Match par capitulation. Le 30 mai à Double or Nothing, le clan prend sa revanche, en battant le clan rival dans un Stadium Stampede Match. 
Le 13 novembre à Full Gear, le clan bat Men of the Year (Ethan Page et Scorpio Sky) et American Top Team (Dan Lambert, Junior Dos Santos et Andrei Arlovski) dans un 10-Man Minneapolis Street Fight Tag Team Match.
Le 9 février 2022 à Dynamite, Sammy Guevara quitte définitivement le clan, ne supportant plus les tensions qui règnent entre Ortiz, Santana et le leader.

#### Jericho Appreciation Society (2022-2023)
Le 9 mars à Dynamite, Chris Jericho et lui effectuent un Heel Turn en attaquant Ortiz, Santana et Eddie Kingston, avec l'aide de 2.0 et Daniel Garcia, créent la Jericho Appreciation Society et provoquent la dissolution du Inner Circle.
Le 29 mai à Double or Nothing, son clan bat Blackpool Combat Club (Bryan Danielson et Jon Moxley), Eddie Kingston, Ortiz et Santana dans un Anarchy of the Arena Match.
Le 9 août 2023 à Dynamite, le clan se dissout. En effet, les désormais ex-membres de la JAS, dont il fait partie, reprochent à leur leader son égoïsme, son manque de solidarité vis-à-vis d'eux et de ne rien leur donner en retour.

#### Retour en solo et départ (2024)
Le 21 février 2024 à Dynamite, il effectue un Face Turn, car il vole à la rescousse d'Orange Cassidy, attaqué par trois membres de l'Undisputed Kingdom.
Le 29 mai, il quitte la fédération.

### Retraite (2025)
Le 7 août 2025, il annonce sa retraite du ring.

## Carrière de pratiquant d'arts martiaux mixtes

### Bellator MMA (2017-2023)
Le 13 novembre 2017, Hager annonce qu'il vient de signer un contrat pour plusieurs combats avec la Bellator MMA. Il va lutter dans la catégorie des poids lourd et compte faire ses débuts en 2018.
Le 3 décembre 2018, la Bellator annonce qu'Hager va affronter J.W. Kiser (0 victoire - 1 défaite) le 26 janvier 2019 à Bellator 214.
Le 26 janvier 2019, il parvient à soumettre Kiser au premier round après deux minutes de combat en effectuant un étranglement bras-tête.
Le 11 mai 2019 lors de Bellator 221, il remporte son deuxième combat par soumission au bout de 2 minutes 36 au premier round contre TJ Jones.
Le 25 octobre 2019 lors de Bellator 231, son combat contre Anthony Garrett se termine en no-contest.
Le 29 octobre 2020 lors de Bellator 250, Hager bat Brandon Calton par décision, demeurant invaincu en MMA.
En septembre 2023, il annonce qu'il prend sa retraite du MMA.

## Palmarès

### Dans le catch
- Lucha Underground

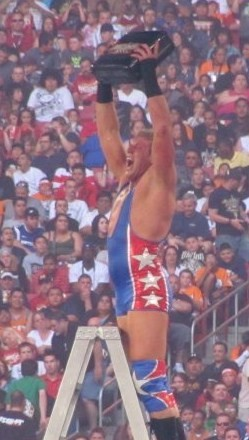
Jack Swagger à WrestleMania XXVI, après avoir remporté le Money in the Bank Ladder match

  - 1 fois Lucha Underground Championship (dernier)
  - 1 fois Lucha Underground Gift of the Gods Championship
- Northeast Wrestling
  - 1 fois NEW Heavyweight Champion
- 5 Star Wrestling
  - 1 fois 5 Star Wrestling Champion[91]
- Florida Championship Wrestling
  - 1 fois FCW Florida Heavyweight Champion[92]
  - 1 fois FCW Southern Heavyweight Champion[93]
- Pennsylvania Premiere Wrestling
  - 1 fois PPW Heavyweight Champion[94]
- Imperial Wrestling Revolution
  - 1 fois IWR Heavyweight Championship
- World Wrestling Entertainment
  - 1 fois WWE World Heavyweight Champion[95]
  - 1 fois ECW Champion[96]
  - 1 fois WWE United States Champion[97]
  - Vainqueur du Money in the Bank Ladder match de WrestleMania XXVI
  - Bragging Rights Trophy (2010) avec Team SmackDown (Big Show, Rey Mysterio, Alberto Del Rio, Edge, Tyler Reks et Kofi Kingston)

### Dans les arts martiaux mixtes
| 4 combats      | 3 victoires | 0 défaites |
| Par KO         | 0           | 0          |
| Par soumission | 2           | 0          |
| Sur décision   | 1           | 0          |
| Sans décision  | 1           | 1          |

| Résultat      | Record  | Adversaire      | Méthode                             | Événement                           | Date            | Round | Temps | Lieu                     | Notes                                                                                                  |
| ------------- | ------- | --------------- | ----------------------------------- | ----------------------------------- | --------------- | ----- | ----- | ------------------------ | --- |
| Victoire      | 3-0 (1) | Brandon Calton  | Décision                            | Bellator 250                        | 28 octobre 2020 | 3     | 5:00  | Uncasville (Connecticut) | Hager l'emporte par décision.                                                                          |
| Sans décision | 2-0-(1) | Anthony Garrett | Sans décision                       | Bellator 231                        | 25 octobre 2019 | 1     | 1:58  | Uncasville (Connecticut) | Le combat a été déclaré sans décision après que des coups à l'aine aient empêché Garrett de continuer. |
| Victoire      | 2-0     | T.J. Jones      | Soumission (étranglement bras-tête) | Bellator 221 - Chandler vs. Pitbull | 11 mai 2019     | 1     | 2:36  | Rosemont (Illinois)      | |
| Victoire      | 1-0     | J.W. Kiser      | Soumission (étranglement bras-tête) | Bellator 214 - Fedor vs. Bader      | 26 janvier 2019 | 1     | 2:09  | Inglewood (Californie)   | |

## Récompenses des magazines
- Pro Wrestling Illustrated

| Année | 2008 | 2009 | 2010 | 2011 | 2012 | 2013 | 2014 | 2015 | 2016 | 2017 | 2018 | 2019       | 2020 | 2021 | 2022 |
| ----- | ---- | ---- | ---- | ---- | ---- | ---- | ---- | ---- | ---- | ---- | ---- | ---------- | ---- | ---- | ---- |
| Rang  | 222  | 18   | 21   | 39   | 33   | 29   | 74   | 137  | 164  | 246  | 275  | Non classé | 176  | 268  | 301  |

| # | Résultat | Adversaire                                                                                | Évènement                | Date        | Durée | Lieu                              | Notes |
| - | -------- | ----------------------------------------------------------------------------------------- | ------------------------ | ----------- | ----- | --------------------------------- | --- |
| 1 | Victoire | Eddie Kingston, Ortiz et Santana et Blackpool Combat Club (Bryan Danielson et Jon Moxley) | Double or Nothing (2022) | 29 mai 2022 | 22:45 | T-Mobile Arena, Las Vegas, Nevada | Dans un Anarchy in the Arena match où il fait équipe avec Matt Menard, Angelo Parker, Daniel Garcia et Chris Jericho. |

## Vie privée
- Jacob Hager a épousé Catalina White, une ancienne lutteuse, en décembre 2010[102]. Le couple a un enfant né le 17 octobre 2011, Knox Stribling Hager[103].
- Le 19 février 2013, il se fait arrêter par la police dans la ville de Biloxi, au Mississippi, juste après les enregistrements de SmackDown, pour excès de vitesse, conduite sous l'emprise de produits illicites ainsi que possession de Marijuana[104].